# Joan Cañellas
Joan Cañellas Reixach (Santa Maria de Palautordera, 1986. szeptember 30. –) világ- és Európa-bajnok spanyol kézilabdázó, a Kadetten Schaffhausen játékosa. Ő volt a 2014-es Európa-bajnokság gólkirálya 50 találattal. Madridban töltött évei alatt gyógyszerészetet tanult a Madridi Complutense Egyetemen.

## Pályafutása

### Klubcsapatban
Cañellas 2004 és 2005 között a BM Granollers csapatában játszott és EHF-kupát nyert a csapat tagjaként első szezonjában. 2005-től három éven át a Barcelona játékosa volt, majd egy szezon erejéig visszatért a Granollershez. Ezt követően a Ciudad Real és az Atlético Madrid csapataiban szerepelt. Miután a madridi klub pénzügyi nehézségei miatt megszűnt, Cañellas légiósnak állt és a német Bundesligában szereplő HSV Hamburg csapatában folytatta pályafutását. 2014 júniusában a szintén német THW Kiel ajánlatát fogadta el. Itt két éven át játszott, majd a macedón Vardar Szkopjéhoz szerződött. A macedónok csapattal megnyerte a 2016–2017-es Bajnokok Ligája-sorozatot. 2018 nyarától a Pick Szeged játékosa volthárom éven át. 2019-ben Magyar Kupát, 2021-ben bajnoki címet nyert a csapattal, majd a svájci Kadetten Schaffhausenben folytatta pályafutását.

### A válogatottban
Cañellas 2008-ban mutatkozott be a spanyol válogatottban. 2013-ban világbajnokságot, 2018-ban és 2020-ban Európa-bajnokságot nyert a nemzeti csapattal. Ő volt a 2014-es Európa-bajnokság gólkirálya 50 találattal. A 2021 nyarán megrendezett tokiói olimpiáról vádlisérülése miatt maradt le.

## Sikerei, díjai

### Klub
- IHF-Szuper Globe (2): 2010, 2012
- Bajnokok Ligája-győztes: 2016-17
- Spanyol bajnok (2): 2005-06, 2009-10
- Német bajnok: 2014-15
- SEHA-liga-győztes: 2016-17, 2017-18
- Macedón bajnok: 2016-17
- Copa del Rey de Balonmano (4): 2007, 2011, 2012, 2013
- Spanyol Kupa-győztes: 2011
- Macedón Kupa-győztes: 2017
- Spanyol Szuperkupa-győztes (3): 2007, 2011, 2012
- Német Szuperkupa-győztes (2): 2014, 2015
- Macedón Szuperkupa-győztes: 2017
- Magyar Kupa-győztes (1): 2019[9]
- Magyar bajnok (1): 2021

### Egyéni elismerés
- A 2014-es Európa-bajnokság gólkirálya